# Antonina Ryzhova
Antonina Alekseyevna Ryzhova (em russo:  Антонина Алексеевна Рыжова; Moscou, 5 de julho de 1934 – 1 de maio de 2020) foi uma voleibolista russa que competiu pela União Soviética nos Jogos Olímpicos de 1964.
Em 1964, ela fez parte da equipe soviética que conquistou a medalha de prata no torneio olímpico, no qual atuou em cinco partidas.

## Morte
Ryzhova morreu no dia 1 de maio de 2020.